# Miltochrista perpallida
Miltochrista perpallida là một loài bướm đêm thuộc phân họ Arctiinae, họ Erebidae.